# ケン月影
ケン 月影（ケン つきかげ、1941年11月10日 - ）は、日本の漫画家。長崎県佐世保市出身。官能劇画の第一人者。本名の月足正憲名義による作品もある。

## 経歴
高校卒業後、2年ほど看板屋に勤める。退職後上京し、上京後も看板屋に勤め、映画看板を3年間描き続けた。その後わずかな期間だがアニメーションを描いたこともあった。1965年、24歳の時マカロニ・ウェスタンのブームで、それに合わせ西部劇漫画の『十字撃ちのリンゴー』（漫画アクション）でデビュー。その後、ボーイズライフなどの人気雑誌に『復讐の無言歌』『七人の侍』『凶殺者』などを発表。
1972年から、小池一夫の原作で『葬流者』『断頭鬼』『巌窟王』などを発表。その他、平井和正の『アダルト・ウルフガイ』シリーズの劇画化などで知られる。

## 作品の一部

### 漫画単行本
- 「狼男だよ」全3巻 平井和正原作（講談社・コミックノベルス9 - 11）
  - Vol.1 1984年4月26日 ISBN 978-4061038097
  - Vol.2 1984年5月26日 ISBN 978-4061038103
  - Vol.3 1984年6月26日 ISBN 978-4061038110
- 「狼のバラード」全1巻 平井和正原作（講談社KCSP）
  - 1987年8月6日 ISBN 978-4061013414
- 壱番館書房
  - 女犯坊みだれ旅 1986年3月 ISBN 978-4754651497
  - 柔肌しぐれ 1986年10月 ISBN 978-4754651657
  - 露まみれ 1987年6月 ISBN 978-4754651770
- フランス書院・コミック文庫
  - 爛熟美人 1987年6月 ISBN 978-4829670071
  - レイプ魔ン 1988年8月 ISBN 978-4829670637
- 時代劇シリーズ 全11巻（シュベール出版・シュベール文庫）
  - 時代劇シリーズ1 艶まくら 1998年2月10日 ISBN 978-4883324491
  - 時代劇シリーズ2 淫れ観音 1998年2月10日 ISBN 978-4883324507
  - 時代劇シリーズ3 色筆おろし 1998年3月10日 ISBN 978-4883324514
  - 時代劇シリーズ4 みだれ腰 1998年3月10日 ISBN 978-4883324521
  - 時代劇シリーズ5 いろみ肌 1998年5月11日 ISBN 978-4883324569
  - 時代劇シリーズ6 柔肌しぐれ 1998年5月11日 ISBN 978-4883324576
  - 時代劇シリーズ7 白肌涼み 1998年7月10日 ISBN 978-4883324606
  - 時代劇シリーズ8 露化粧 1998年7月10日 ISBN 978-4883324613
  - 時代劇シリーズ9 色恋あそび 1998年9月10日 ISBN 978-4883324644
  - 時代劇シリーズ10 夢肌淫れ 1998年9月10日 ISBN 978-4883324651
  - 時代劇シリーズ11 淫れ肌舞い 1999年3月10日 ISBN 978-4883324774
- 二見書房・スズランコミックス
  - 月影艶本 1998年8月 ISBN 978-4576981314
  - 月影奇譚 1998年10月 ISBN 978-4576981444
- 葬流者 全8巻 小池一夫原作（小池書院）
  - Vol.1 2006年7月7日 ISBN 4-86225-025-4
  - Vol.2 2006年8月10日 ISBN 4-86225-026-2
  - Vol.3 2006年9月9日 ISBN 4-86225-027-0
  - Vol.4 2006年10月7日 ISBN 4-86225-028-9
  - Vol.5 2006年11月7日 ISBN 4-86225-029-7
  - Vol.6 2006年12月7日 ISBN 4-86225-030-0
  - Vol.7 2006年12月28日 ISBN 4-86225-051-3
  - Vol.8 2007年2月5日 ISBN 4-86225-052-1
- 真田戦国史 比興の者 全2巻 宮崎克原作（秋田書店・プレイコミックス）
  - 壱巻 2006年8月 ISBN 978-4-253-25031-3
  - 弐巻 2007年7月 ISBN 978-4-253-25032-0

### イラスト集
- ケン月影 ILLUSTRATION 江戸情緒・閨房指南 2007年6月15日 蒼竜社 ISBN 978-4883863259
- ケン月影イラスト集 艶 魅惑的な江戸熟女&現代熟女 2008年1月 宙出版 ISBN 978-4776794417